# مهره خبلیان
مهره خبلیان (به انگلیسی: Khablain Na Mohra) یک شهر در پاکستان است که در اسلام‌آباد واقع شده‌است. مهره خبلیان ۵۴۵ متر بالاتر از سطح دریا واقع شده‌است.